# Стефан (епископ Кёльна)
Стефан (лат. Stephanus; умер 12 февраля 692 или 694) — епископ Кёльна приблизительно с 690 года.

## Биография
Стефан — один из многих кёльнских епископов VI—VIII веков, о которых почти ничего не известно. Не сохранилось никаких сведений ни о его происхождении, ни о ранних годах жизни. В средневековых списках глав Кёльнской епархии, наиболее ранний из которых создан при Виллиберте, Стефан ошибочно указан преемником епископа Ботанда и предшественником епископа Альдуина. В действительности, после Стефана епископом был Гизо. Точная дата восхождения Стефана на епископскую кафедру в Кёльне не известна. Сохранился единственный современный ему документ, в котором он упоминается: дарственная хартия франкского короля Теодориха III от 690 или 691 года. Стефан умер 12 февраля, как предполагается, в 692 или 694 году.